# مأزق مفتعل

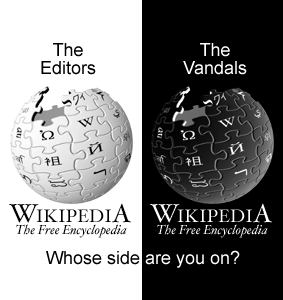
عندما تقع في مأزق، تفتعل مأزق للخروج من الإحراج بدون مشكلة

مغالطة المأزق المفتعل، أو الإحراج الزائف أو معضلة كاذبة (بالإنجليزية: false dilemma)، يتم ارتكابها عند إيهام الطرف الآخر بأنه لايمكن بناء الحجة إلا على افتراض خيارين لا أكثر، أحدهما واضح البطلان لدفعه إلى تبني الخيار الآخر. وهي تسير على النحو التالي:
1. إما أن تختار (أ) أو تختار (ب).
2. لا توجد هناك خيارات أخرى.
3. لا يمكنك أن تختار (ب).
4. إذن، حجة (أ) صحيحة.

ويتم استخدام هذه المغالطة كثيرا من قبل السياسيين، حيث يتم إيهام الناس بأنه لاتوجد أي خيارات مطروحة للوقوف على الحياد في الأزمات، فإما التزام الجانب الصحيح (وهو جانبهم طبعا) أو التزام جانب الأعداء. كما يتم استخدامها كثيرا في حالات الاستقطاب داخل المجتمعات (مع أو ضد).
قد تُرتَكَب مغالطة المأزق المفتعل نتيجةً للإهمال العرضي للاحتمالات الأخرى وليس بسبب التضليل المُتَعمَّد، فعلى سبيل المثال: "تتحدث ستايسي ضد الرأسمالية، إذًا يجب أن تكون شيوعية"؛ يوجد احتمال آخر وهو ألا تكون ستايسي شيوعية أو رأسمالية، مثال آخر: "عارض روجر حجة إلحادية ضد المسيحية، إذًا روجر مسيحي"؛ قد يكون روجر ملحدًا إلا أنه لا يوافق على منطق بعض الحجج المعارضة للمسيحية. قد تكون مغالطة المأزق المفتعل ناتجةً عن الميول المعتادة لرؤية العالم ضمن نطاق محدود من الخيارات بغض النظر عن الأسباب والاحتمالات الممكنة.
يقول بعض الفلاسفة والباحثين بأنّ الفارق يجب أن يكون واضحًا ودقيقًا وإلا فهو ليس بفارقٍ. بينما ينسب ذلك الفيلسوف التحليلي جون سيرل إلى افتراض غير صحيح أدّى إلى تفرعاتٍ أو تشعباتٍ مغلوطةٍ. عند تقديم خيارين فهما غالبًا ما يكونان نقطتين متطرفتين من طيف من الاحتمالات. هذا قد يضفي مصداقية على الحجة الأكبر من خلال إعطاء الانطباع بأن الخيارات تستبعد بعضها البعض، على الرغم من عدم وجود حاجة لأن تكون كذلك. إضافةً لذلك، يتم عرض الخيارات في الانقسامات الخاطئة عادةً على أنها شاملة كليًا، وفي هذه الحالة يمكن التغلب على المغالطة -أو على الأقل إضعافها- عبر النظر في الاحتمالات الأخرى، أو ربما عبر النظر لمجموعة الاحتمالات الأخرى كاملةً، كما في المنطق الضبابي.

## مفاهيم مشابهة
تشمل العبارات الشائعة التي تعبر عن مفاهيم مشابهة أو مرادفة ما يلي:
- مغالطة القسمة الثنائية (تصف الفارق بين شيئين لا يختلفان بالضرورة).
- الثنائيات الخاطئة.
- الاختيار الزائف أو مغالطة الاختيار الزائف.
- التفكير بالأبيض والأسود.
- التشعيب.
- إنكار الاقتران (على غرار الانقسام الخاطئ)
- مغالطة إما/أو.
- مغالطة الفرضيات الشاملة.
- مغالطة استبعاد المتوسط.
- مغالطة البديل الزائف.

## أمثلة

### الاختيار الزائف
غالبًا ما يعكس تقديم خيار زائف محاولة متعمدة لإزالة العديد من الخيارات التي قد تُمَثِّل حلًا وسطيًا لإحدى القضايا. تتضمن الحجة الشائعة ضد قوانين التلوث الضوضائي اختيارًا زائفًا؛ قد يقال أن الضوضاء في مدينة نيويورك لا ينبغي أن تُنَظَّم، لأنها ستغير المدينة على نحوٍ سلبيٍّ كبير. تفترض هذه الحجة -على سبيل المثال- وجوب إغلاق الحانات للتخلص من المستويات المزعجة من الضوضاء المنبثقة منها بعد منتصف الليل. هذا يتجاهل حقيقة أن الحانة يمكنها ببساطة خفض مستويات الضوضاء، أو تثبيت عناصر هيكلية عازلة للصوت لمنع الضوضاء من الانتقال إلى ممتلكات الآخرين بشكل مفرط.

### التفكير بالأبيض والأسود
يوجد في علم النفس ظاهرة أخرى مرتبطة بالمعضلة الكاذبة، وهي التفكير بالأبيض والأسود. ينخرط العديد من الأشخاص بشكل روتيني في التفكير بالأبيض والأسود، ومثال على ذلك الشخص الذي يُصَنِّف الأشخاص الآخرين على أنهم جيدون بشكل كلي أو سيئون بشكل كلي.